# Stenogrammitis subcoriacea
Stenogrammitis subcoriacea är en stensöteväxtart som först beskrevs av Edwin Bingham Copeland, och fick sitt nu gällande namn av Paulo Henrique Labiak. Stenogrammitis subcoriacea ingår i släktet Stenogrammitis och familjen Polypodiaceae. Inga underarter finns listade.